# Lekkoatletyka na Letnich Igrzyskach Olimpijskich 1932
Lekkoatletyka na Letnich Igrzyskach Olimpijskich 1932 – zawody lekkoatletyczne rozgrywane podczas igrzysk olimpijskich w Los Angeles odbywały się od 31 lipca do 7 sierpnia. Areną zmagań lekkoatletów był stadion Los Angeles Memorial Coliseum. Przeprowadzono 29 konkurencji, w tym po raz pierwszy chód na 50 kilometrów mężczyzn oraz bieg na 80 metrów przez płotki i rzut oszczepem kobiet. W zawodach wystartowało 386 zawodników z 34 krajów.

## Rezultaty

### Mężczyźni
| Konkurencja                               | 1. miejsce                                                                      | Rezultat      | 2. miejsce                                                                              | Rezultat      | 3. miejsce                                                                          | Rezultat      | Źródło |
| Bieg na 100 m (szczegóły)                 | Eddie Tolan                                                                     | 10,3 =        | Ralph Metcalfe                                                                          | 10,3          | Arthur Jonath                                                                       | 10,4          | [ 1 ]  |
| Bieg na 200 m (szczegóły)                 | Eddie Tolan                                                                     | 21,2          | George Simpson                                                                          | 21,4          | Ralph Metcalfe                                                                      | 21,5          | [ 2 ]  |
| Bieg na 400 m (szczegóły)                 | Bill Carr                                                                       | 46,2          | Ben Eastman                                                                             | 46,4          | Alex Wilson                                                                         | 47,4          | [ 3 ]  |
| Bieg na 800 m (szczegóły)                 | Thomas Hampson                                                                  | 1:49,7        | Alex Wilson                                                                             | 1:49,9        | Phil Edwards                                                                        | 1:51,5        | [ 4 ]  |
| Bieg na 1500 m (szczegóły)                | Luigi Beccali                                                                   | 3:51,2        | Jerry Cornes                                                                            | 3:52,6        | Phil Edwards                                                                        | 3:52,8        | [ 5 ]  |
| Bieg na 5000 m (szczegóły)                | Lauri Lehtinen                                                                  | 14:30,0       | Ralph Hill                                                                              | 14:30,0       | Lauri Virtanen                                                                      | 14:44,0       | [ 6 ]  |
| Bieg na 10 000 m (szczegóły)              | Janusz Kusociński                                                               | 30:11,4       | Volmari Iso-Hollo                                                                       | 30:12,6       | Lauri Virtanen                                                                      | 30:35,0       | [ 7 ]  |
| Maraton (szczegóły)                       | Juan Carlos Zabala                                                              | 2:31:36       | Samuel Ferris                                                                           | 2:31:55       | Armas Toivonen                                                                      | 2:32:12       | [ 8 ]  |
| Bieg na 110 m przez płotki (szczegóły)    | George Saling                                                                   | 14,6          | Percy Beard                                                                             | 14,7          | Donald Finlay                                                                       | 14,8          | [ 9 ]  |
| Bieg na 400 m przez płotki (szczegóły)    | Bob Tisdall                                                                     | 51,7          | Glenn Hardin                                                                            | 51,9          | Morgan Taylor                                                                       | 52,0          | [ 10 ] |
| Bieg na 3000 m z przeszkodami (szczegóły) | Volmari Iso-Hollo                                                               | 10:33,4       | Thomas Evenson                                                                          | 10:46,0       | Joe McCluskey                                                                       | 10:46,2       | [ 11 ] |
| Sztafeta 4 × 100 m (szczegóły)            | Stany Zjednoczone · Robert Kiesel · Emmett Toppino · Hector Dyer · Frank Wykoff | 40,0          | Rzesza Niemiecka · Helmut Körnig · Friedrich Hendrix · Erich Borchmeyer · Arthur Jonath | 40,9          | Włochy · Giuseppe Castelli · Ruggero Maregatti · Gabriele Salviati · Edgardo Toetti | 41,2          | [ 12 ] |
| Sztafeta 4 × 400 m (szczegóły)            | Stany Zjednoczone · Ivan Fuqua · Edgar Ablowich · Karl Warner · Bill Carr       | 3:08,2        | Wielka Brytania · Crew Stoneley · Thomas Hampson · David Burghley · Godfrey Rampling    | 3:11,2        | Kanada · Ray Lewis · James Ball · Phil Edwards · Alex Wilson                        | 3:12,8        | [ 13 ] |
| Chód na 50 km (szczegóły)                 | Tommy Green                                                                     | 4:50:10       | Jānis Daliņš                                                                            | 4:57:20       | Ugo Frigerio                                                                        | 4:59:06       | [ 14 ] |
| Skok wzwyż (szczegóły)                    | Duncan McNaughton                                                               | 1,97          | Robert Van Osdel                                                                        | 1,97          | Simeon Toribio                                                                      | 1,97          | [ 15 ] |
| Skok o tyczce (szczegóły)                 | William Miller                                                                  | 4,315         | Shūhei Nishida                                                                          | 4,30          | George Jefferson                                                                    | 4,20          | [ 16 ] |
| Skok w dal (szczegóły)                    | Ed Gordon                                                                       | 7,64          | Lambert Redd                                                                            | 7,60          | Chūhei Nambu                                                                        | 7,45          | [ 17 ] |
| Trójskok (szczegóły)                      | Chūhei Nambu                                                                    | 15,72         | Eric Svensson                                                                           | 15,32         | Kenkichi Ōshima                                                                     | 15,12         | [ 18 ] |
| Pchnięcie kulą (szczegóły)                | Leo Sexton                                                                      | 16,005        | Harlow Rothert                                                                          | 15,675        | František Douda                                                                     | 15,61         | [ 19 ] |
| Rzut dyskiem (szczegóły)                  | John Anderson                                                                   | 49,49         | Henri LaBorde                                                                           | 48,47         | Paul Winter                                                                         | 47,85         | [ 20 ] |
| Rzut młotem (szczegóły)                   | Pat O’Callaghan                                                                 | 53,92         | Ville Pörhölä                                                                           | 52,27         | Peter Zaremba                                                                       | 50,33         | [ 21 ] |
| Rzut oszczepem (szczegóły)                | Matti Järvinen                                                                  | 72,71         | Matti Sippala                                                                           | 69,80         | Eino Penttilä                                                                       | 68,70         | [ 22 ] |
| Dziesięciobój (szczegóły)                 | James Bausch                                                                    | 8462,235 pkt. | Akilles Järvinen                                                                        | 8292,480 pkt. | Wolrad Eberle                                                                       | 8030,805 pkt. | [ 23 ] |

### Kobiety
| Konkurencja                           | 1. miejsce                                                                               | Rezultat | 2. miejsce                                                               | Rezultat | 3. miejsce                                                                           | Rezultat | Źródło |
| Bieg na 100 m (szczegóły)             | Stanisława Walasiewicz                                                                   | 11,9 =   | Hilda Strike                                                             | 11,9     | Wilhelmina von Bremen                                                                | 12,0     | [ 24 ] |
| Bieg na 80 m przez płotki (szczegóły) | Mildred Didrikson                                                                        | 11,7     | Evelyne Hall                                                             | 11,7     | Marjorie Clark                                                                       | 11,8     | [ 25 ] |
| Sztafeta 4 × 100 m (szczegóły)        | Stany Zjednoczone · Mary Carew · Evelyn Furtsch · Annette Rogers · Wilhelmina von Bremen | 47,0     | Kanada · Mildred Fizzell · Lillian Palmer · Mary Frizzell · Hilda Strike | 47,0     | Wielka Brytania · Eileen Hiscock · Gwendoline Porter · Violet Webb · Nellie Halstead | 47,6     | [ 26 ] |
| Skok wzwyż (szczegóły)                | Jean Shiley                                                                              | 1,65     | Mildred Didrikson                                                        | 1,65     | Eva Dawes                                                                            | 1,60 =   | [ 27 ] |
| Rzut dyskiem (szczegóły)              | Lillian Copeland                                                                         | 40,58    | Ruth Osburn                                                              | 40,12    | Jadwiga Wajsówna                                                                     | 38,74    | [ 28 ] |
| Rzut oszczepem (szczegóły)            | Mildred Didrikson                                                                        | 43,69    | Ellen Braumüller                                                         | 43,50    | Tilly Fleischer                                                                      | 43,01    | [ 29 ] |

## Klasyfikacja medalowa
| Miejsce | Państwo           | Złoto | Srebro | Brąz | Razem |
| 1       | Stany Zjednoczone | 16    | 13     | 6    | 35    |
| 2       | Finlandia         | 3     | 4      | 4    | 11    |
| 3       | Wielka Brytania   | 2     | 4      | 2    | 8     |
| 4       | Polska            | 2     | 0      | 1    | 3     |
| 5       | Irlandia          | 2     | 0      | 0    | 2     |
| 6       | Kanada            | 1     | 3      | 5    | 9     |
| 7       | Japonia           | 1     | 1      | 2    | 4     |
| 8       | Włochy            | 1     | 0      | 2    | 3     |
| 9       | Argentyna         | 1     | 0      | 0    | 1     |
| 10      | Rzesza Niemiecka  | 0     | 2      | 3    | 5     |
| 11      | Łotwa             | 0     | 1      | 0    | 1     |
| 11      | Szwecja           | 0     | 1      | 0    | 1     |
| 13      | Czechosłowacja    | 0     | 0      | 1    | 1     |
| 13      | Filipiny          | 0     | 0      | 1    | 1     |
| 13      | Francja           | 0     | 0      | 1    | 1     |
| 13      | Południowa Afryka | 0     | 0      | 1    | 1     |
|         | Razem             | 29    | 29     | 29   | 87    |